# Dacia
|  | Flytteforslag Denne side er foreslået flyttet til Dacia (provins). Klik her for at se flytteforslaget. |

 For alternative betydninger, se Automobile Dacia.
Dacia (da.: Dakien) var en romersk provins, som strakte sig mellem Karpaterne og Balkanbjergene, som blev beboet af en lang række forskellige stammer. Området er i dag delt mellem de moderne stater Grækenland, Bulgarien og især Rumænien. Allerede i antikken var Dakien kendt for sine guldforekomster.
Dakien blev en af de sidste romerske erobringer, som fandt sted under kejser Trajan. Krigsbyttet fra disse dakiske krige (101-106 e.v.t.) blev blandt andet brugt til opførelsen af Trajans forum i Rom, hvor en søjle med relieffer, der afbildede felttogene, blev rejst.
Allerede 118 e.v.t. udbryder der et oprør i provinsen, som Hadrian personligt må rejse derhen, for at løse.
Kejseren Aurelian, der har mange andre problemer, vælger at rømme Dacia omkring 270 e.v.t. Han gør Donau til Romerrigets grænse, og de romerske kolonister bliver bosat i et område syd for floden, der derefter bliver kaldt "Dacia Aureliana".
- Wikimedia Commons har flere filer relateret til Dacia

| Historie | Spire Denne historieartikel er en spire som bør udbygges. Du er velkommen til at hjælpe Wikipedia ved at udvide den. |

Skabelon:UA
45°42′N 26°30′Ø / 45.7°N 26.5°Ø